# Resource Management Act 1991
Le Resource Management Act 1991 (RMA) est une loi du Parlement de Nouvelle-Zélande ratifié en 1991. 
La loi contrôle l'accès aux ressources naturelles du pays, le but étant de soutenir le développement durable et préserver l'environnement autant que possible. Le Ministère de l'environnement décrit le RMA comme la législation principale du pays pour la gestion de l'environnement.